# Cuesta Chica
Cuesta Chica är en ort i Mexiko.   Den ligger i kommunen Tototlán och delstaten Jalisco, i den centrala delen av landet, 400 km väster om huvudstaden Mexico City. Cuesta Chica ligger 1 587 meter över havet och antalet invånare är 123.
Terrängen runt Cuesta Chica är kuperad åt nordost, men åt sydväst är den platt. Runt Cuesta Chica är det ganska tätbefolkat, med 104 invånare per kvadratkilometer. Närmaste större samhälle är Atotonilco el Alto, 16,9 km öster om Cuesta Chica. Omgivningarna runt Cuesta Chica är en mosaik av jordbruksmark och naturlig växtlighet.